# Medicine Bow (Wyoming)
Medicine Bow ist eine Kleinstadt im Carbon County im US-Bundesstaat Wyoming. Das U.S. Census Bureau hat bei der Volkszählung 2020 eine Einwohnerzahl von 245 ermittelt.

## Geographische Lage
Das im Carbon County am U.S. Highway 287 gelegene Medicine Bow liegt etwa 109 Meilen nordwestlich von Wyomings Hauptstadt Cheyenne entfernt. Der namensgebende Medicine Bow River, ein rechter Nebenfluss des North Platte Rivers, fließt unmittelbar nördlich der Stadt in westliche Richtung.

## Bevölkerung
Die Bevölkerung Medicine Bows hat sich bis 1980 gesteigert, wo es den Höchststand von 953 Einwohnern erreichte, ab dann sank die Einwohnerzahl drastisch bis zu den jetzigen 245 Einwohnern.